# Michael Brodführer

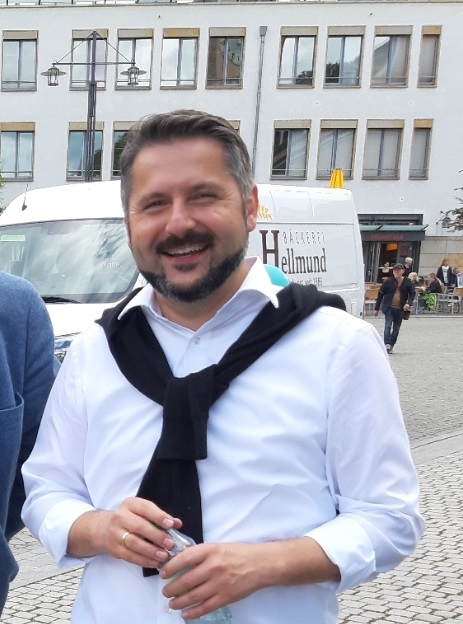
Michael Brodführer (2024)

Michael Brodführer (* 1979 in Hildburghausen) ist ein deutscher Politiker (CDU). Er ist seit dem 1. Juli 2024 Landrat des Wartburgkreises.

## Werdegang
Brodführer wuchs im südthüringischen Schleusingen als Sohn des Schleusinger Bürgermeisters Klaus Brodführer auf. Er besuchte das Hennebergische Gymnasium in seiner Heimatstadt. Im Anschluss an den Grundwehrdienst studierte er Rechtswissenschaften an der Friedrich-Schiller-Universität in Jena. Nach dem 1. Staatsexamen arbeitete er als wissenschaftlicher Mitarbeiter am Lehrstuhl für Bürgerliches Recht, Römisches Recht und Europäische Rechtsgeschichte und wurde 2010 zum Dr. jur. promoviert. Das Rechtsreferendariat absolvierte Brodführer am Landgericht Erfurt bevor er anschließend seine Zulassung als Rechtsanwalt erhielt und an das Fachgebiet Öffentliches Recht an der Technischen Universität Ilmenau wechselte.
Brodführer lebt in Bad Liebenstein, ist verheiratet und hat zwei Kinder.

## Politische Laufbahn
Im Herbst 2012 wurde Brodführer zum ehrenamtlichen Bürgermeister der Kurstadt Bad Liebenstein gewählt, welche zum Jahresende 2012 mit den benachbarten Orten Schweina und Steinbach zur gleichnamigen neuen Stadt Bad Liebenstein zusammengeschlossen wurde. Am 10. März 2013 wurde er als parteiloser, von der örtlichen CDU aufgestellter Kandidat zum hauptamtlichen Bürgermeister der neu gebildeten Einheitsgemeinde gewählt. Am 6. Januar 2019 wurde Brodführer mit 68,8 % der Stimmen im Amt bestätigt.
2014 wurde Brodführer Mitglied des Kreistages im Wartburgkreis.
2013 trat Brodführer in die CDU ein und wurde 2020 zum Vorsitzenden des Kreisverbandes Wartburgkreis gewählt. Im November 2023 nominierte ihn der Kreisverband zum Kandidaten für die anstehende Landratswahl 2024, nachdem Amtsinhaber Reinhard Krebs (CDU) aus Altersgründen nicht mehr antreten durfte. Bei den Kommunalwahlen am 26. Mai 2024 erreichte Brodführer die Stichwahl, in der er sich mit 63,0 % der Stimmen gegen seinen Gegenkandidaten Uwe Krell (AfD) durchsetzte.

## Politische Standpunkte
2020 gehörte Brodführer zu den wichtigsten Kritikern der damaligen Pläne der Thüringer Landesregierung für eine gemeinsame Schlösserstiftung mit Sachsen-Anhalt und äußerte sich dahingehend: „Das Vorhaben, die Stiftung Thüringer Schlösser und Gärten aufzulösen und unsere Burgen, Schlösser und Gärten in eine Stiftung mit Sitz und Aufsicht in Sachsen-Anhalt zu überführen, ist der größte Kulturraub unserer Landesgeschichte.“
Seit 2022 setzt sich Brodführer für eine Wiederbelebung des Grünen Herzen als Landes- und Tourismusmarke für Thüringen ein. Der daraus entstandenen Debatte gab er im September 2023 im Rahmen des Symposiums „Bekommt Deutschland sein Grünes Herz zurück? Chancen und Risiken einer neuen Marke für Thüringen“ eine öffentliche Bühne.

## Werke
- mit Johannes Arnhold und Frank Fechner: Sportrecht, Mohr Siebeck, Tübingen 2014, ISBN 978-3-8252-3746-2.
- Bewusste Lücken im Gesetz und der Verweis auf Wissenschaft und Praxis., Nomos Verlag, Baden-Baden 2020. ISBN 978-3-8329-6183-1.